# آلدین یونس
آلدین یونس (عربی: علاء الدين يونس؛ زادهٔ ۲۲ ژانویهٔ ۱۹۹۶) بازیکن فوتبال اهل ایالات متحده آمریکا است.
از باشگاه‌هایی که در آن بازی کرده‌است می‌توان به باشگاه ورزشی السد اشاره کرد.
وی همچنین در تیم ملی فوتبال Libya U20 بازی کرده‌است.